# Sidney Ponson
Sidney Ponson, né le 2 novembre 1976 à Noord (Aruba), est un joueur néerlandais de baseball évoluant en Ligues majeures de 1998 à 2009. Ce lanceur partant actuellement agent libre est chevalier de l'Ordre d'Orange-Nassau depuis 2003.

## Carrière
Sidney Ponson est recruté comme agent libre amateur en août 1993 par les Orioles de Baltimore. Il débute en Ligue majeure le 19 avril 1998 sous l'uniforme des Orioles et termine 5e du vote pour le titre de meilleure recrue de l'année 1998 en Ligue américaine.
International néerlandais, il prend part à la Classique mondiale de baseball 2009 avec l'équipe des Pays-Bas.